# 광교초등학교
광교초등학교(光敎初等學校)는 대한민국 경기도 수원시 영통구에 있는 공립 초등학교이다.

## 학교 연혁
- 2011. 01. 10 광교초등학교 설립 인가
- 2011. 09. 01 광교초등학교 개교
- 2011. 09. 01 초대 천창혁 교장 취임
- 2011. 09. 01 광교초등학교 병설유치원 개원
- 2012. 02. 10 제1회 졸업
- 2012. 03. 01 13학급 편성(남 241명, 여 227명, 계 468명)
- 2012. 03. 01 유치원 5학급 편성
- 2012. 03. 19 17학급 편성(남 244명, 여 228명, 계 472명)
- 2013. 02. 07 제2회 졸업식(남 56명, 여 42명, 계 98명)
- 2013. 03. 01 제2대 이중원 교장 취임
- 2013. 03. 01 19학급 편성(남 284명, 여 265명, 계 549명)
- 2013. 03. 11 20학급 편성(남 284명, 여 267명, 계 551명)
- 2014. 02. 20 제3회 졸업식(남 48명, 여 45명, 계 93명)
- 2014. 03. 01 21학급 편성(남 300명, 여 274명, 계 574명)
- 2015. 02. 13 제4회 졸업식(남 27명, 여 44명, 계 71명)
- 2015. 03. 01 24학급 편성(남 357명, 여 309명, 계 666명)
- 2022. 12. 30 제 12회 졸업식

## 참고 자료
- 광교초등학교 - 한국교육학술정보원 학교알리미

## 인접한 건물
- ● 신분당선 광교역